# Lethe naganum
Lethe naganum är en fjärilsart som beskrevs av Robert Christopher Tytler 1914. Lethe naganum ingår i släktet Lethe och familjen praktfjärilar. Inga underarter finns listade i Catalogue of Life.